# ویلیام استیگ
ویلیام استیگ (انگلیسی: William Steig؛ ۱۴ نوامبر ۱۹۰۷ — ۳ اکتبر ۲۰۰۳) کارتونیست، تصویرگر و نویسنده آمریکایی کتاب‌های کودکان بود. او بیشتر با اثر کتاب تصویری خود به نام شرک! شناخته می‌شود که الهام‌بخش ساخت مجموعه‌فیلم‌هایی به همین نام بود و دیگر آثار وی شامل سیلوستر و سنگ جادویی، جزیره آبل و دکتر دسوتو است. او توانست برای دو بار نامزد ایالات متحده برای دریافت جایزه جهانی دوسالانه هانس کریستیان آندرسن در سال‌های ۱۹۸۲ به‌عنوان تصویرگر کتاب کودکان و در سال ۱۹۸۸ به‌عنوان نویسنده شود.

## اوایل زندگی
استیگ در سال ۱۹۰۷ در بروکلین، نیویورک به دنیا آمد و در برانکس بزرگ شد. پدر و مادرش هر دو سوسیالیست و از مهاجران یهودی لهستانی از اتریش بودند. پدرش، ژوزف استیگ نقاش ساختمان و مادرش، لورا ابل استیگ خیاط بود که گرایش هنری او را تشویق می‌کرد.

## حرفه
استیگ که به‌عنوان «پادشاه کارتون‌ها» مورد ستایش قرار گرفت، در سال ۱۹۳۰ شروع به طراحی تصویرها و کارتون‌ها برای نیویورکر کرد و بیش از ۱۶۰۰ طراحی و ۱۱۷ جلد برای این مجله تهیه کرد.
او زمانی که ۶۱ سال سن داشت، نگارش کتاب‌های کودکان را آغاز کرد. اولین اثر استیگ برای کودکان در سال ۱۹۶۸ منتشر شد. سومین کتابش، سیلوستر و سنگ جادویی او را برنده نشان کالدکوت کرد.